# 丹麥的多羅特婭 (1504-1547)
丹麥的多羅特婭（丹麥語：Dorothea af Danmark，1504年8月1日—1547年4月11日），普魯士公爵夫人，丹麥國王弗雷德里克一世的女兒。

## 家庭
1526年，多羅特婭和普魯士公爵阿爾布雷希特結婚，兩人共有1子2女：
1. 安娜·索菲（1527年—1591年）
2. 腓特烈（1529年—1530年），夭折
3. 露西亞（1537年—1539年），夭折